# Mendoncia gracilis
Mendoncia gracilis är en akantusväxtart som beskrevs av William Bertram Turrill. Mendoncia gracilis ingår i släktet Mendoncia och familjen akantusväxter. Inga underarter finns listade i Catalogue of Life.